# Corona (groupe)
Pour les articles homonymes, voir Corona.
Corona est un groupe italien d'eurodance. Il est composé de la brésilienne Olga Souza et de l'auteur-compositeur-producteur italien Francesco Bontempi, alias Lee Marrow. Corona connait véritablement le succès entre 1993 et 1996.
Avec son premier single en 1993, Corona connaît un très grand succès en 1994 grâce au titre The Rhythm of the Night interprété par la chanteuse Jenny Bersola (qui prêtera également sa voix sur les singles de Playahitty) et qui constitue un des plus grands succès dance de l'année 1993. Baby Baby, Try Me Out, I Don't Wanna Be a Star et Megamix seront les titres suivants du duo interprétés par la chanteuse Sandra Chambers (qui prêtera également sa voix sur les singles de JK et certains titres de Benny Benassi).

## Histoire

### Débuts (1993–1996)
C'est Olga Souza (née le 16 juillet 1968 à Rio de Janeiro, Brésil) qui en arrivant en Italie en 1990, prend le nom de Corona. Francesco Bontempi est déjà connu pour ses productions Shanghai, To Go Crazy et Do You Want Me sous le pseudo Lee Marrow. Le premier single de Corona, The Rhythm of the Night sort en 1993 mais ne connaît le succès qu'en 1994, le titre reste encore un classique d'Eurodance en général. Près de dix maxi-CD de remixes verront le jour pour ce titre uniquement. Un remix atteint la 2e place des charts au Royaume-Uni en septembre 1994.
Le duo sort ensuite le single Baby, Baby à l'été 1995, le single est encore un gros succès. À la rentrée 1995, un nouveau tube, Try Me Out et au même moment paraîtra le premier album The Rhythm of the Night. Au début de l'année 1996 sort le quatrième single de Corona I Don't Wanna Be a Star, titre inclus dans la réédition 1996 de l'album The Rhythm of The Night et remixé pour sa sortie single façon « néo-disco », style qui sera populaire lors du premier semestre de l'année 1996 (J.K. et T.H. Express s'y frotteront avec succès).

### 1996–2009
En été 1996, Corona sort son cinquième single Megamix (medley de ses quatre singles précédents : Rhythm of the Night, Baby, Baby, Try Me Out, I Don't Wanna Be a Star). Cette pratique du petit « best of » en single à cette époque est très populaire dans le milieu de la dance notamment en France. Ces mégamixes sont parfois destinés quasi exclusivement au marché français, de nombreux artistes majeurs de cette scène y ont eu recours : Masterboy, Ice MC, E-Type, Whigfield, 20 Fingers, La Bouche...
Le phénomène dance s'essouffle et se termine avec la fin de l'année 1996. En France comme à l'étranger les stars de la dance seront remplacées par l'apparition des boys bands ou autres girl groups. Ainsi, à l'aube de l'année 1997, cela s'annonce dur pour Corona, et ce, malgré de nombreuses prestations sur scène. En effet, Corona n'hésite pas à interpréter ses titres en direct alors que la plupart des groupes dance de l'époque se contentent de mimer leur playback. Son sixième single The Power of Love, sorti en 1997, sera un échec notoire. À l'été 1998, Corona sort son septième single Walking on Music mais ce qui avait fait la force de ces derniers titres tels que I Don't Wanna Be a Star ou encore The Power of Love, c'est-à-dire une évolution du style eurodance, n'est pas présente dans ce titre qui reprend les ficelles de Baby, Baby paru trois ans plus tôt, et malgré le retour de la dance avec des artistes tels que Aqua ou Eiffel 65, c'est un échec malgré la présence dans le single d'un remix signé DJ Fred & Arnold T, alors populaires.
Le deuxième album de Corona, Walking on Music, sort en 1998 mais son succès ne dépassera pas les frontières de l'Italie.
Début 1999, Magic Touch, troisième et ultime extrait du second album sort dans les bacs mais ne rencontrera pas le succès, Corona se fait alors plus rare, le public ayant tourné le dos à toute l'époque eurodance. Malgré tout, elle reste très populaire au Brésil où début 2000 elle publiera un troisième album distribué uniquement dans ce pays qui est le sien, et sous le pseudo CoronaX, Me and You dont sera extrait Good Love. À partir de cette période, Corona sera l'interprète de ses chansons en studio. Toujours en 2000, on[Qui ?] reparle de la chanteuse Corona, mais pour d'autres raisons que sa musique, en effet, pendant les années 2002 à 2004 une seconde vague dance secoue l'Europe et voit l'émergence de nouveaux artistes dance dont Benny Benassi et Benassi Bros. En 2009, Corona est la marraine Gay Pride des Follivores à Paris, avec une prestation au Bataclan le 30 juin 2009. Corona est aussi présente lors de l'émission Le Grand Duel des générations sur TF1 le vendredi 11 décembre 2009, ce programme proposant un duel sur les années 1970 et 1990 à base d'archives et d'invités plateau qui ont marqué ces décennies.

### Depuis 2010
Corona continue à sortir des singles dont elle est l'interprète, essentiellement sur les plateformes numériques, mais assez confidentiellement. Parallèlement, elle se produit dans de nombreuses discothèques à travers le monde, l'occasion de surfer sur la nostalgie des années 1990 grâce à ses anciens tubes. En 2010 et 2011, Corona participe à la grande tournée Dance Machine 90's et fait ainsi le tour des Zénith de France. 
En 2019, le single est repris pour la bande son du film Bad Boys for Life, sous la forme de remix par les Black Eyed Peas et J Balvin. Le single s'intitule Ritmo.

## Discographie

### Albums studio
| The Rhythm of the Night                    | - Sortie : 4 avril 1995 - Label : ZYX Records - Formats : CD | 10 | 30 | 35 | 18 | 154 | 2 |
| Walking on Music                           | - Sortie : 26 juin 1998 - Label : ZYX Records - Formats : CD | —  | —  | —  | —  | —   | — |
| And Me U                                   | - Sortie : juin 2001 - Label : Abril Music - Formats : CD    | —  | —  | —  | —  | —   | — |
| Y Generation                               | - Sortie : juillet 2010 - Label : 1st Pop - Formats : CD     | —  | —  | —  | —  | —   | — |
| « — » signifie que l'album est non classé. |                                                              |    |    |    |    |     |   |

### Singles
| Année                                                                                    | Titre                   | Meilleure position | Meilleure position | Meilleure position | Meilleure position | Meilleure position | Meilleure position | Meilleure position | Meilleure position | Meilleure position | Meilleure position | Meilleure position | Meilleure position | Meilleure position | Meilleure position | Certifications                                   | Album                   |
| Année                                                                                    | Titre                   | AUS                | AUT                | FRA                | ALL                | IRL                | ITA                | P-B                | NOR                | N-Z                | ESP                | SUE                | SUI                | Royaume-Uni        | E-U                | Certifications                                   | Album                   |
| ---------------------------------------------------------------------------------------- | ----------------------- | ------------------ | ------------------ | ------------------ | ------------------ | ------------------ | ------------------ | ------------------ | ------------------ | ------------------ | ------------------ | ------------------ | ------------------ | ------------------ | ------------------ | ------------------------------------------------ | ----------------------- |
| 1993                                                                                     | The Rhythm of the Night | 8                  | 6                  | 5                  | 8                  | 3                  | 1                  | 3                  | —                  | 7                  | 3                  | 28                 | 4                  | 2                  | 11                 | - FRA : Argent - ALL : Or - Royaume-Uni : Argent | The Rhythm of the Night |
| 1995                                                                                     | Baby Baby               | 7                  | 13                 | 16                 | 41                 | 8                  | 1                  | 26                 | 9                  | 22                 | 2                  | 10                 | 11                 | 5                  | 57                 |                                                  | The Rhythm of the Night |
| 1995                                                                                     | Try Me Out              | 10                 | 20                 | 11                 | 40                 | 7                  | 2                  | 45                 | 17                 | 43                 | 4                  | —                  | 23                 | 6                  | —                  | - Royaume-Uni: Argent                            | The Rhythm of the Night |
| 1995                                                                                     | I Don't Wanna Be a Star | —                  | 25                 | 18                 | 69                 | —                  | 2                  | —                  | —                  | —                  | 1                  | 37                 | —                  | 22                 | —                  |                                                  | The Rhythm of the Night |
| 1997                                                                                     | Megamix                 | —                  | —                  | 40                 | —                  | —                  | —                  | —                  | —                  | —                  | —                  | 43                 | —                  | 36                 | —                  |                                                  | Single seulement        |
| 1997                                                                                     | The Power Of Love       | —                  | —                  | —                  | —                  | —                  | —                  | —                  | —                  | —                  | —                  | —                  | —                  | —                  | —                  |                                                  | Walking on Music        |
| 1998                                                                                     | Walking On Music        | —                  | —                  | —                  | —                  | —                  | —                  | —                  | —                  | —                  | —                  | —                  | —                  | —                  | —                  |                                                  | Walking on Music        |
| 1998                                                                                     | Magic Touch             | —                  | —                  | —                  | —                  | —                  | —                  | —                  | —                  | —                  | —                  | —                  | —                  | —                  | —                  |                                                  | Walking on Music        |
| 2000                                                                                     | Good Love               | —                  | —                  | —                  | —                  | —                  | —                  | —                  | —                  | —                  | —                  | —                  | —                  | —                  | —                  |                                                  | And Me U                |
| 2006                                                                                     | Back In Time            | —                  | —                  | —                  | —                  | —                  | —                  | —                  | —                  | —                  | —                  | —                  | —                  | —                  | —                  |                                                  | Singles seulement       |
| 2006                                                                                     | I'll Be Your Lady       | —                  | —                  | —                  | —                  | —                  | —                  | —                  | —                  | —                  | —                  | —                  | —                  | —                  | —                  |                                                  | Singles seulement       |
| 2007                                                                                     | La Playa Del Sol        | —                  | —                  | —                  | —                  | —                  | —                  | —                  | —                  | —                  | —                  | —                  | —                  | —                  | —                  |                                                  | Singles seulement       |
| 2010                                                                                     | Angel                   | —                  | —                  | —                  | —                  | —                  | —                  | —                  | —                  | —                  | —                  | —                  | —                  | —                  | —                  |                                                  | Y Generation            |
| 2010                                                                                     | Saturday                | —                  | —                  | —                  | —                  | —                  | —                  | —                  | —                  | —                  | —                  | —                  | —                  | —                  | —                  |                                                  | Y Generation            |
| 2011                                                                                     | My Song                 | —                  | —                  | —                  | —                  | —                  | —                  | —                  | —                  | —                  | —                  | —                  | —                  | —                  | —                  |                                                  | Y Generation            |
| « — » signifie que l'album est non classé. « * » signifie que la position st non connue. |                         |                    |                    |                    |                    |                    |                    |                    |                    |                    |                    |                    |                    |                    |                    |                                                  |                         |